# Episodi di Touching Evil (serie televisiva 1997) (terza stagione)
La terza stagione della serie televisiva Touching Evil, composta da 4 episodi, è stata trasmessa in prima visione nel Regno Unito su ITV dal 16 maggio al 6 giugno 1999.
In Italia è inedita.
| nº | Titolo originale      | Titolo italiano | Prima TV UK    | Prima TV Italia |
| -- | --------------------- | --------------- | -------------- | --------------- |
| 1  | Innocent: Part 1      |                 | 16 maggio 1999 |                 |
| 2  | Innocent: Part 2      |                 | 23 maggio 1999 |                 |
| 3  | A Fiery Death: Part 1 |                 | 30 maggio 1999 |                 |
| 4  | A Fiery Death: Part 2 |                 | 6 giugno 1999  |                 |

## Innocent: Part 1
- Diretto da: Bill Eagles
- Scritto da: Tony Etchells

### Trama
- Guest star: Andy Serkis (Michael Lawler).

## Innocent: Part 2
- Diretto da: Bill Eagles
- Scritto da: Tony Etchells

### Trama
- Guest star: Andy Serkis (Michael Lawler).

## A Fiery Death: Part 1
- Diretto da: David Moore
- Scritto da: Siân Evans

## A Fiery Death: Part 2
- Diretto da: David Moore
- Scritto da: Siân Evans